# Earthrace

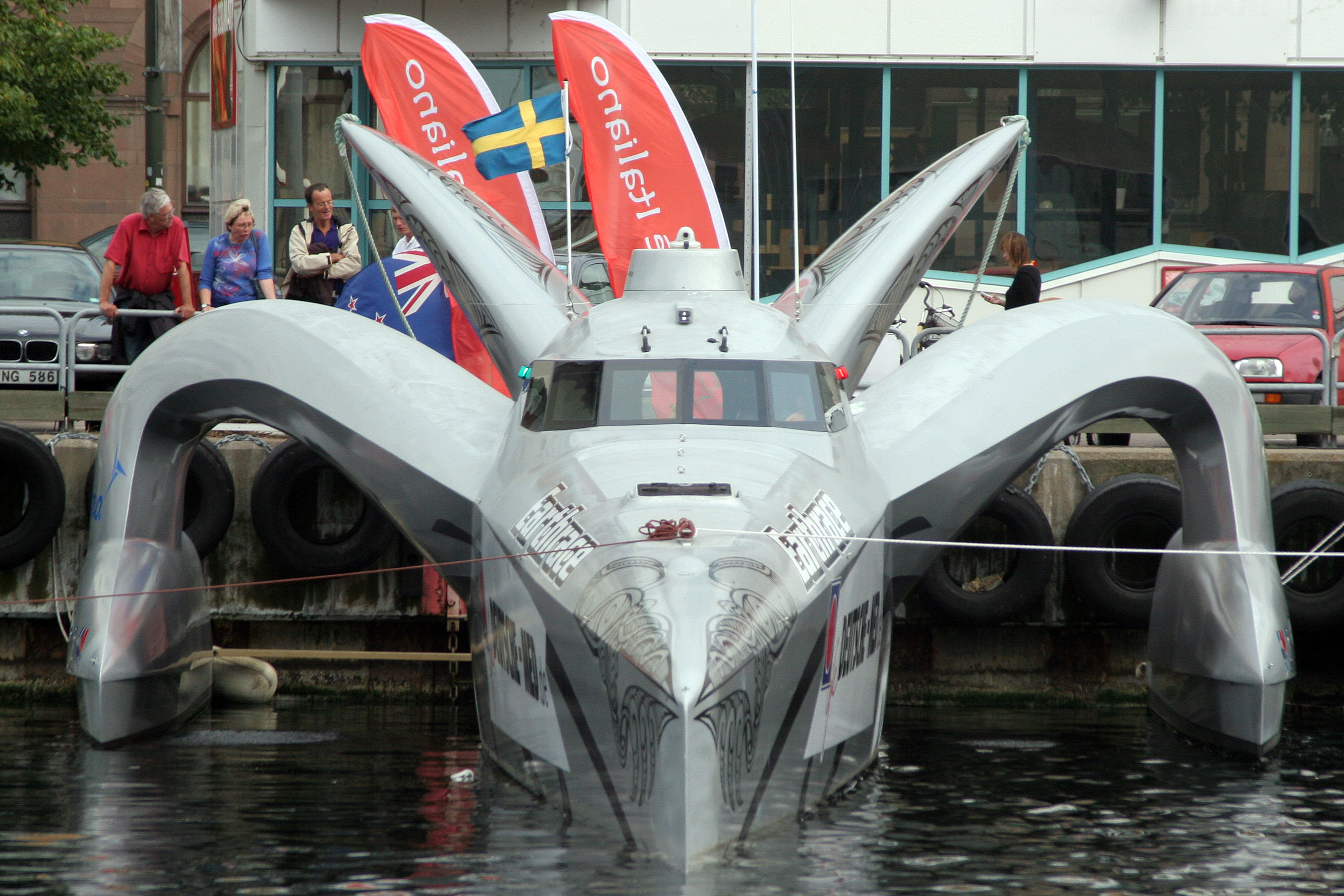
Earthrace en Malmö, Suecia, en 2007.

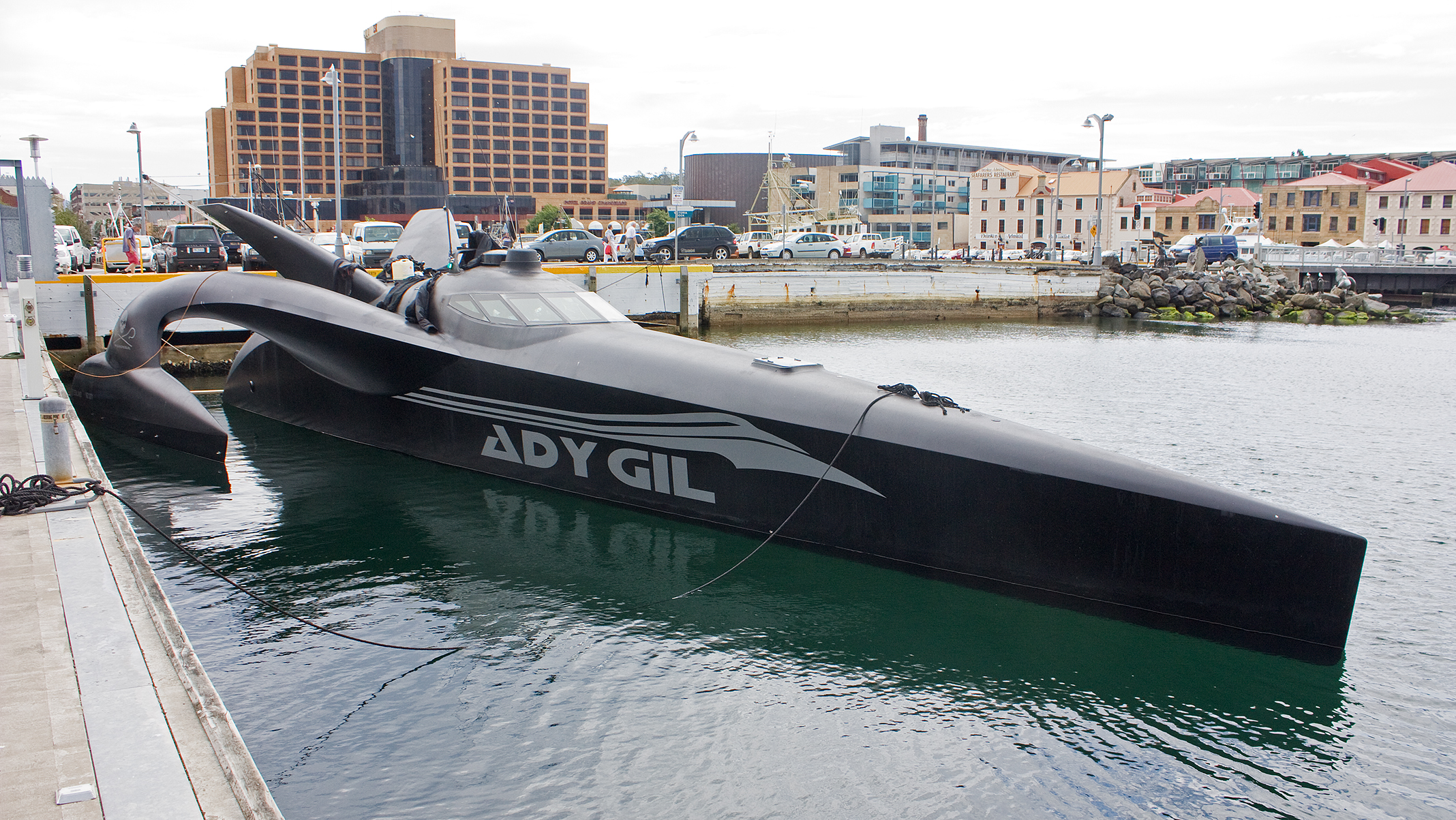
Ady Gil en Hobart, Tasmania (Australia), en 2009.

Earthrace, llamado posteriormente MY Ady Gil o Ady Gil, fue un bote trimarán de 78 pies de eslora, cuyos motores eran alimentados por combustibles alternativos. Parte de su propósito ha sido romper el récord de circunnavegación del globo terráqueo usando sólo combustibles renovables.

## Historia
Fue construido en 2005 en los astilleros de Calibre Boats, en Nueva Zelanda, y su diseño fue una creación de la empresa LOMOcean Design. En 2009 fue incorporado a la flota de Sea Shepherd con el nombre de MY Ady Gil (llamado comúnmente Ady Gil). El 6 de enero de 2010, mientras intentaba impedir la actividad del pesquero ballenero japonés Shonan Maru 2, fue embestido por este y perdió la proa, dándose por perdido.

## Características
Fue diseñado como ejemplo eficiente del uso de tecnologías amigables para el medio ambiente y el uso de biocombustibles, tales como el biodiésel. Sus motores fueron diseñados para mantener bajas emisiones de gases, e incluye características tales como pintura no tóxica para el medio ambiente y un diseño eficiente en el casco.
Fue construido para romper el récord de circunnavegación de la Tierra usando sólo combustibles renovables. El récord es de 74 días, 20 horas y 58 minutos, impuesto por el barco británico  "Cable & Wireless" en 1998.
El barco más rápido del mundo atracó en Vigo. También estuvo anteriormente en Valencia. El Earthrace era un trimarán de 2,4 metros de altura y ocho metros de ancho cuya aspecto es muy “espacial”. Este barco era famoso no solo por su estética, sino porque se convirtió en la embarcación de motor más rápida del mundo, al conseguir el récord Guiness después de dar la vuelta al mundo en 60 días, 23 horas y 49 minutos.
Earthrace consiguió el récord Guiness como el barco de motor más rápido del mundo viajando a lo largo de 24000 millas náuticas y recorriendo todo el mundo comenzando desde Sagunto (España), pasando por las Azores (Portugal), San Juan (Puerto Rico), Canal de Panamá (Panama), Manzanillo (México), San Diego y Maui (Estados Unidos), Majuros (Marshall Island), Koror (Palau), Singapur, Cochin (India), Salalah (Oman), Canal de Suez (Egipto) y Sagunto (España).
Construido con fibra de carbono y kevler es, además, el primer trimarán que utilizaba energías renovables para moverse, ya que el combustible que utiliza era biodiésel que se consigue del maíz, trigo, soja, del aceite usado e incluso de la propia grasa humana y alimenta sus dos motores de 540 caballos, por su diseño aerodinámico le permitían alcanzar los 40 nudos de velocidad y navegar sin reabastecerse durante 3.700 kilómetros.
El sistema hidráulico de este barco le permitía penetrar las olas. Podía sumergirse hasta siete metros en caso de temporal en el mar. Este barco llegaba a alcanzar una velocidad máxima de 41 nudos (unos 76 km/hora), una velocidad que sorprende puesto que las moléculas del agua se contraen proporcionalmente a la velocidad con la que penetra un cuerpo en ella, y a esta velocidad (41 nudos) el agua puede comportar una densidad parecida al hormigón.